# Scolecura
Scolecura es un género de arañas araneomorfas de la familia Linyphiidae. Se encuentra en Sudamérica.

## Lista de especies
Según The World Spider Catalog 12.0:
- Scolecura cambara Rodrigues, 2005
- Scolecura cognata Millidge, 1991
- Scolecura parilis Millidge, 1991
- Scolecura propinqua Millidge, 1991